# Regina King

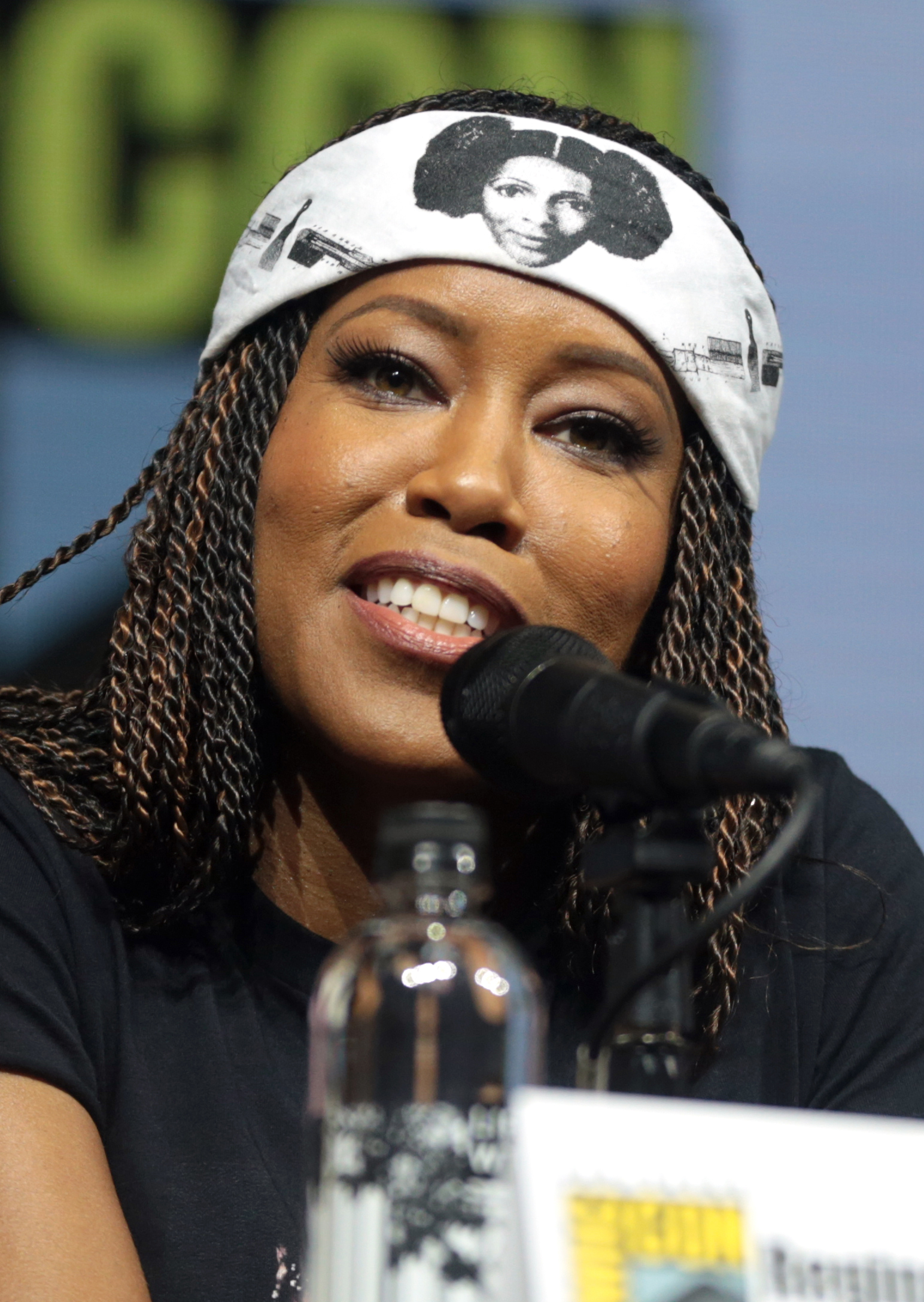
Regina King (2018)

Regina Rene King (* 15. Januar 1971 in Los Angeles) ist eine US-amerikanische Schauspielerin und Filmregisseurin. Seit Mitte der 1980er-Jahre hat sie Rollen in über 50 Film- und Fernsehproduktionen bekleidet. Für ihre Engagements im Fernsehen erhielt sie drei Emmys. Die Nebenrolle der Sharon Rivers in Barry Jenkins’ Filmdrama If Beale Street Could Talk brachte ihr 2019 einen Oscar und Golden Globe Award ein. Als Regisseurin inszenierte sie u. a. einzelne Episoden für Fernsehserien, ehe sie mit One Night in Miami (2020) ihr preisgekröntes Kinodebüt vorlegte.

## Leben
King wuchs in Los Angeles als Tochter einer Lehrerin und eines Elektrikers auf, die sich im Jahr 1979 scheiden ließen. Ihre jüngere Schwester ist die Schauspielerin Reina King. Regina King nahm Schauspielunterricht bei der Schauspiellehrerin Betty A. Bridges, Mutter des Schauspielers Todd Bridges, die King die erste Anstellung im Fernsehen besorgte. King besuchte die Westchester High School und verließ sie im Jahr 1988.
Am 23. April 1997 heiratete sie Ian Alexander sr., mit dem sie ein Kind, Sohn Ian Alexander jr. hatte. Sie wurden 2007 geschieden. Ihr Sohn starb im Januar 2022, kurz nach seinem 26. Geburtstag durch Suizid.
Politisch engagierte sie sich für den damaligen US-Präsidentschaftskandidaten und 44. US-Präsidenten Barack Obama.

## Karriere
Im Jahr 1985, im Alter von 14 Jahren, stand Regina King in der Fernsehserie 227 vor der Kamera. In dieser Sitcom verkörperte sie in 106 Folgen den Charakter Brenda Jenkins und erhielt dafür zwei Nominierungen bei den Young Artist Awards (1985 und 1986). Marla Gibbs (Mary Jenkins) und Hal Williams (Lester Jenkins) spielten dabei ihre Eltern. Nach diesem Engagement erhielt sie eine Nebenrolle in Boyz n the Hood – Jungs im Viertel als Shalika, wobei sie neben Laurence Fishburne und Cuba Gooding Jr. zu sehen ist. Im Filmdrama Poetic Justice (1993) verkörperte sie Iesha, die Freundin der Hauptrolle Justice, die wiederum von Janet Jackson dargestellt wurde und zugleich ihr Schauspieldebüt gab. 1995 sah man sie in Higher Learning als Monet in einer Nebenrolle, die Hauptrollen wurden durch Omar Epps, Michael Rapaport und Kristy Swanson besetzt. Im selben Jahr stand King in der Komödie Friday als Dana, die Schwester des Charakters von Ice Cube, der gemeinsam mit ihr schon in Higher Learning zu sehen gewesen war, vor der Kamera. Im Jahr darauf verkörperte Regina King in Jerry Maguire – Spiel des Lebens die Ehefrau des Footballspielers Rod Tidwell (verkörpert durch Cuba Gooding Jr., der für seine Darbietung einen Oscar als Bester Nebendarsteller erhielt). In dem Film spielte Tom Cruise die Hauptrolle und Renée Zellweger war in einer weiteren Nebenrolle zu sehen. Im selben Jahr erhielt sie eine größere Rolle in Mister Bombastic an der Seite von Martin Lawrence.
1998 erhielt King eine Nebenrolle als Vanessa in Stella’s Groove – Männer sind die halbe Miete, wobei Angela Bassett als Stella Grove, Taye Diggs als Winston Shakespeare und Whoopi Goldberg als Delilah Abraham in den Hauptrollen zu sehen sind. In dem Fantasy-Abenteuerfilm, einer Neuverfilmung von Panik um King Kong aus dem Jahr 1949, Mein großer Freund Joe, sah man sie als Cecily an der Seite von Bill Paxton und Charlize Theron.
Berühmt wurde sie unter anderem durch die Rolle der Carla Dean im Film Der Staatsfeind Nr. 1, die sie an der Seite von Will Smith spielte. Für diesen Auftritt wurde sie 1999 für den NAACP Image Award nominiert. In dem US-amerikanischen Fernsehfilm Wenn die Wahrheit lügt stand sie in einer Hauptrolle vor der Kamera.
In dem Fernsehfilm Women Love Women (2000), der von HBO produziert wurde, stand King als Nebendarstellerin im Segment 2000 vor der Kamera. Der Film erzählt die Geschichte dreier weiblicher Paare in unterschiedlichen Dekaden. In den Hauptrollen sind Vanessa Redgrave, Sharon Stone und Chloë Sevigny zu sehen. Es ist die Fortsetzung des Films Haus der stummen Schreie, der die Thematik der Abtreibung erzählt. Dabei waren Demi Moore und Cher in den Hauptrollen zu sehen.
2001 verkörperte King den Charakter Sontee Jenkins in Einmal Himmel und zurück (von Chris und Paul Weitz), die von Chris Rocks Charakter begehrt wird und am Ende des Films auch zusammenfinden. Für diese Leistung wurde sie bei den BET Awards (gewonnen Sanaa Lathan) und bei den NAACP Image Awards (gewonnen Halle Berry) als Beste Hauptdarstellerin nominiert. In Natürlich blond 2 (2003) verkörperte King die Anwältin Grace an der Seite von Reese Witherspoon als Elle Woods. Im selben Jahr erhielt sie eine Anstellung in der Filmkomödie Der Kindergarten Daddy, dort sah man sie an der Seite von Eddie Murphy und Steve Zahn.
Im Drama Ray verkörperte Regina King Margie Hendrix und gewann 2005 den Image Award und den Golden Satellite Award als Beste Nebendarstellerin. Die Hauptrolle Ray Charles wurde mit Jamie Foxx besetzt, der für seine Darbietung bei der Oscarverleihung 2005 einen Oscar als Bester Hauptdarsteller und einen BAFTA-Award und einen Golden Globe in derselben Kategorie erhielt.
Im Jahr 2005 spielte King in Miss Undercover 2 – Fabelhaft und bewaffnet die schlechtgelaunte und aggressive FBI-Agentin Sam Fuller, die niemand zur Partnerin haben möchte, aber beauftragt wird, Gracie Hart (Sandra Bullock) zu beschützen. Zusammen erhielten die beiden eine Nominierung bei den Teen Choice Awards für eine Tanzszene. Zudem erhielt King für ihre Darbietung eine Nominierung bei den BET Awards.
Von 2005 bis 2010 verlieh King in 46 Folgen der Fernsehserie The Boondocks den Charakteren Riley Freeman und Huey Freeman ihre Stimme. Für den Animationsfilm Lucas, der Ameisenschreck (2006) verlieh sie der Ameise Kreela ihre Stimme. Im Jahr 2007 verkörperte Regina King in neun Folgen der sechsten Staffel der US-amerikanischen Actionserie 24 den Charakter Sandra Palmer. Dabei stand sie neben Kiefer Sutherland (Jack Bauer) und D. B. Woodside (Wayne Palmer) vor der Kamera. Im selben Jahr stand sie noch im Drama Year of the Dog und der Komödie This Christmas vor der Kamera.
Von 2009 bis 2013 gehörte Regina King zur Hauptbesetzung der Dramaserie Southland an und verkörperte in 42 Folgen Detective Lydia Adams. Für ihre Rolle wurde sie mehrmals für einen BET Award nominiert und erhielt 2011 und 2012 einen NAACP Image Award als Beste Serien-Hauptdarstellerin – Drama.
Seit 2013 war King in einer wiederkehrenden Gastrolle als Janine Davis in der Comedyserie The Big Bang Theory zu sehen. Es folgten weitere Gastauftritte in Shameless, The Strain und The Leftovers. Von 2015 bis 2017 gehörte sie für drei Staffeln zur Hauptbesetzung der erfolgreichen Krimiserie American Crime. Für die erste und zweite Staffel erhielt King einen Primetime Emmy Award als Beste Nebendarstellerin in einer Miniserie oder einem Fernsehfilm.
Ihre Beteiligung an der Fernsehserie Seven Seconds brachte ihr 2018 eine weitere Emmy-Nominierung ein, ehe sie 2019 für ihre Leistung in If Beale Street Could Talk den Oscar als beste Nebendarstellerin erhielt. Für den Film erhielt sie ebenfalls einen Golden Globe Award und einen Critics’ Choice Movie Award. Seit 2019 ist sie in einer Hauptrolle in der HBO-Serie Watchmen zu sehen.
One Night in Miami, Kings Kinodebüt als Regisseurin, feierte im September 2020 beim Toronto International Film Festival 2020 Premiere. Die Adaption eines Theaterstücks von Kemp Powers, in dem Boxweltmeister Muhammad Ali, Polit-Aktivist Malcolm X, Musiker Sam Cooke und Football-Spieler Jim Brown aufeinandertreffen, wurde vielfach preisgekrönt. Zuvor hatte King bereits Folgen für bekannte Serien wie Animal Kingdom, The Good Doctor, Insecure, Scandal, This Is Us – Das ist Leben sowie zwei Fernsehfilme (Let the Church Say Amen, 2013; The Finest, 2018) und eine Dokumentation (Story of a Village, 2014) inszeniert. Eigenen Angaben zufolge war sie früh in ihrer Schauspielkarriere von Filmemacher John Singleton bei der Arbeit an Boyz n the Hood – Jungs im Viertel und Poetic Justice an die Regiearbeit herangeführt worden. Auch sei sie von Regisseur Barry Jenkins zu ihrem eigenen Kinodebüt One Night in Miami inspiriert worden.

## Filmografie (Auswahl)

### Schauspielerin

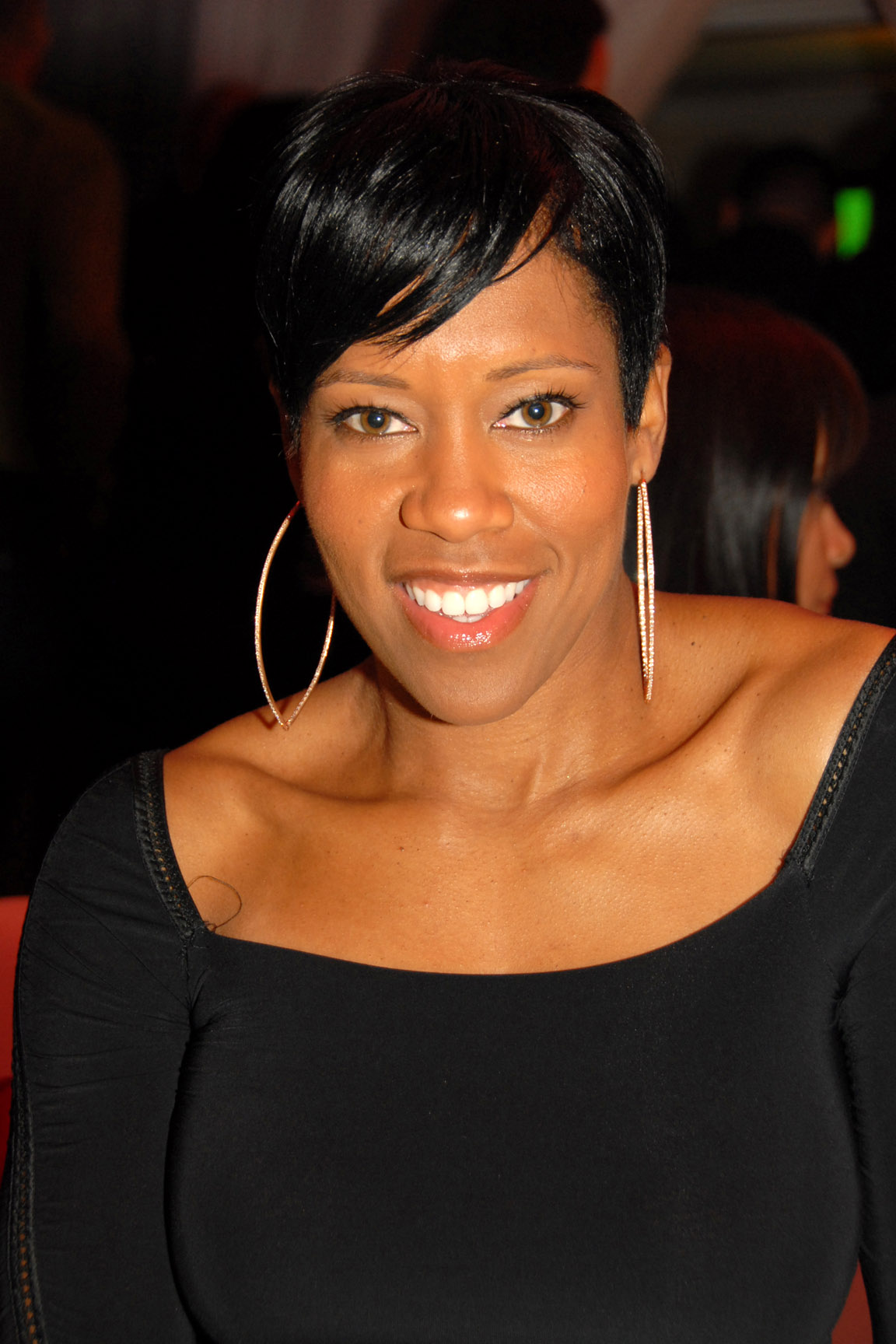
Regina King (2010)

- 1985–1990: 227 (Fernsehserie, 106 Folgen)
- 1991: Boyz n the Hood – Jungs im Viertel (Boyz n the Hood)
- 1993: Poetic Justice
- 1995: Higher Learning – Die Rebellen (Higher Learning)
- 1995: Friday
- 1996: Mr. Bombastic (A Thin Line Between Love and Hate)
- 1996: Jerry Maguire – Spiel des Lebens (Jerry Maguire)
- 1998: Stella’s Groove – Männer sind die halbe Miete (How Stella Got Her Groove Back)
- 1998: Der Staatsfeind Nr. 1 (Enemy of the State)
- 1998: Mein großer Freund Joe (Mighty Joe Young)
- 1999: Wenn die Wahrheit lügt (Where the Truth Lies)
- 2000: Women Love Women (If These Walls Could Talk 2)
- 2001: Einmal Himmel und zurück (Down to Earth)
- 2002: Final Breakdown
- 2003: Natürlich blond 2 (Legally Blonde 2: Red, White & Blonde)
- 2003: Der Kindergarten Daddy (Daddy Day Care)
- 2004: Ray
- 2004: Cinderella Story (A Cinderella Story)
- 2005: Miss Undercover 2 – Fabelhaft und bewaffnet (Miss Congeniality 2: Armed and Fabulous)
- 2005–2010: The Boondocks (Fernsehserie, 46 Folgen, Stimme von Riley Freeman)
- 2006: Lucas, der Ameisenschreck (The Ant Bully, Stimme von Kreela)
- 2007: 24 (Fernsehserie, 9 Folgen)
- 2007: Year of the Dog
- 2007: This Christmas
- 2009–2013: Southland (Fernsehserie, 42 Folgen)
- 2010: Our Family Wedding
- 2013–2014, 2017, 2019: The Big Bang Theory (Fernsehserie, 6 Folgen)
- 2013: The Gabby Douglas Story
- 2014: Shameless (Fernsehserie, 4 Folgen)
- 2015–2017: American Crime (Fernsehserie, 27 Folgen)
- 2015–2017: The Leftovers (Fernsehserie, 7 Folgen)
- 2018: Seven Seconds (Fernsehserie, 10 Folgen)
- 2018: If Beale Street Could Talk
- 2019: Watchmen (Fernsehserie)
- 2021: Flag Day
- 2021: The Harder They Fall
- 2024: Shirley

### Regie
- 2013: Let the Church Say Amen (Fernsehfilm)
- 2014: Story of a Village (Dokumentarfilm, Co-Regie)
- 2018: The Finest (Fernsehfilm)
- 2020: One Night in Miami
- 2024: Ein ganzer Kerl (A Man in Full, 3 Episoden)

## Auszeichnungen und Nominierungen
Oscar
- 2019 Beste Nebendarstellerin für If Beale Street Could Talk

Emmy
- 2015: Beste Nebendarstellerin in einer Miniserie oder einem Fernsehfilm für American Crime
- 2016: Beste Nebendarstellerin in einer Miniserie oder einem Fernsehfilm für American Crime
- 2017: Nominierung als beste Nebendarstellerin in einer Miniserie oder einem Fernsehfilm für American Crime
- 2018: Beste Hauptdarstellerin in einer Miniserie oder einem Fernsehfilm für Seven Seconds
- 2020: Beste Hauptdarstellerin in einer Miniserie oder einem Fernsehfilm für Watchmen

Golden Globe Award
- 2016: Nominierung als beste Nebendarstellerin – Serie, Mini-Serie oder TV-Film für American Crime
- 2019: Nominierung als beste Hauptdarstellerin – Mini-Serie oder TV-Film für Seven Seconds
- 2019: Beste Nebendarstellerin für If Beale Street Could Talk
- 2021: Nominierung für die Beste Regie für One Night in Miami

Screen Actors Guild Award
- 2005: Nominierung als bestes Schauspielensemble für Ray

Critics’ Choice Television Award
- 2012: Nominierung als beste Nebendarstellerin in einer Dramaserie für Southland
- 2013: Nominierung als beste Nebendarstellerin in einer Dramaserie für Southland
- Jan. 2016: Nominierung als beste Nebendarstellerin in einer Dramaserie für The Leftovers
- Dez. 2016: Beste Nebendarstellerin in einem Fernsehfilm oder einer Miniserie für American Crime
- 2020: Beste Hauptdarstellerin in einer Dramaserie für Watchmen

Critics’ Choice Movie Award
- 2019: Nominierung als Beste Nebendarstellerin für If Beale Street Could Talk

Toronto International Film Festival
- 2020: Grolsch People’s Choice Award first runner-up für One Night in Miami